# Senoculus canaliculatus
Senoculus canaliculatus är en spindelart som beskrevs av F. O. Pickard-Cambridge 1902. Senoculus canaliculatus ingår i släktet Senoculus och familjen Senoculidae. Inga underarter finns listade i Catalogue of Life.